# 中村ミラー彩藍
中村 ミラー 彩藍（なかむら ミラー さら、2005年11月12日 - ）は、日本の女子バスケットボール選手である。ペンシルベニア大学在学中。ポジションはシューティングガード。

## 人物
アメリカ・アリゾナ州にてジャマイカ出身の父と静岡県出身の母の間に生まれる。
幼少期に体操、水泳、ダンスに取り組み、バスケットボールを始めたのは11，2歳頃から。
高校は地元の強豪・ゼイビア・カレッジ・プレパラトリーで州タイトル獲得に貢献し、NCAAディビジョンIのペンシルベニア大に進学。1年目のシーズンで3ポイントシュートを武器に全28試合出場。12月にはUSBWAからフレッシュマン・オブ・ザ・ウィークにも選ばれる。
2021年に開催された2020年東京オリンピックで日本代表の銀メダル獲得を目の当たりにして日本代表入りを目指す。
ある時、中村がインスタグラムに投降した写真を河村勇輝が目に留め、それを2025年より女子日本代表ヘッドコーチに就任したコーリー・ゲインズに紹介したことがきっかけで日本代表合宿メンバーに選ばれた。
6月7日、豊田合成記念体育館で行われたチャイニーズタイペイ戦で代表デビューを果たし、3ポイントシュート4本含む両チーム最多12得点をマークした。

## 日本代表歴
- 2025三井不動産カップ